# Néstor Guillén Olmos
Néstor Guillén Olmos (La Paz, Bolivia; 28 de enero de 1889-12 de marzo de 1966) fue un abogado y político boliviano. Se encargó de manera provisoria del Estado boliviano como presidente de la Junta de Gobierno desde el 21 de julio de 1946 al 17 de agosto de 1946.

## Biografía
Néstor Guillén nació en la ciudad de La Paz el 28 de enero de 1889, hijo de Manuel María Guillén Aldao y de María Saturnina Olmos Ayoroa, nieta de Mariano de Ayoroa. Comenzó sus estudios primarios en 1896 y los secundarios en 1905 saliendo bachiller el año 1908. Continúo con sus estudios superiores ingresando a la carrera de derecho de la Universidad Mayor de San Andrés egresando como abogado en 1913.
Fue concejal en el municipio de La Paz  en los años 1924 - 1927 y 1930 - 1931). Fue también diputado por Carangas (Oruro) entre 1924 y 1927, y se desempeñó como Oficial Mayor de la alcaldía y Vocal designado de la Corte Suprema de Justicia. 
En 1937 fue nombrado Oficial Mayor de la Corte de Distrito de la ciudad de La Paz, en ese carácter formó parte de la junta de gobierno que derrocó al presidente Gualberto Villarroel López en agosto de 1946, y fue presidente interino de ésta, por veintisiete días, hasta que asumió la presidencia Tomás Monje Gutiérrez, designado por los autores del levantamiento. Murió en la ciudad de La Paz en 1966 a los 76 años de edad.

## Datos estadísticos

### Demografía
| Población de Bolivia durante el gobierno de Néstor Guillén Olmos | Población de Bolivia durante el gobierno de Néstor Guillén Olmos |
| Año                                                              | Habitantes                                                       |
| ---------------------------------------------------------------- | ---------------------------------------------------------------- |
| 1946                                                             | 2 629 148                                                        |